# 竜城区
竜城区（りゅうじょう-く）は中華人民共和国遼寧省朝陽市に位置する市轄区。

## 行政区画
6街道弁事処、6鎮を管轄する。
- 街道弁事所：向陽街道、燕山街道、馬山街道、新華街道、海竜街道、竜泉街道
- 鎮：七道泉子鎮、西大営子鎮、召都巴鎮、大平房鎮、聯合鎮、辺杖子鎮

## 交通

### 鉄道
- 遼寧朝陽駅：京瀋旅客専用線、朝凌高速鉄道（中国語版）の接続駅

### 道路
- 高速道路
  -  丹錫高速道路
  -  長深高速道路
- 国道
  -  G101国道